# Liste bekannter Schüler der Thomasschule zu Leipzig
Diese Liste zählt bekannte Schüler der Thomasschule zu Leipzig auf. Siehe auch die Liste bekannter Lehrer der Thomasschule zu Leipzig sowie die Liste der Rektoren der Thomasschule zu Leipzig.

## A
- Carl Friedrich Abel (1723–1787), Komponist und Gambensolist, Sohn von Christian Ferdinand Abel (1682–1761) und Enkel von Clamor Heinrich Abel (1634–1696)
- Franz Abt (1819–1885), Liederkomponist und Hofkapellmeister
- Stefan Altner (* 1956), Musiker, Musikwissenschaftler und -manager, Geschäftsführer des Thomanerchores
- Nikolaus von Amsdorf (1483–1565), Theologe und kirchenpolitischer Reformator, Bischof von Naumburg (1542–1546), enger Vertrauter Martin Luthers (1483–1546)
- August Apel (1771–1816), Rechtsanwalt und Schriftsteller, Ratsherr, Sohn von Heinrich Friedrich Innocenz Apel (1732–1802)
- Hans Apel-Pusch (1862–1921), Generalmajor
- Armand von Ardenne (1848–1919), Generalleutnant und Militärhistoriker, Urbild der Romanfigur Baron von Innstetten in Fontanes Effi Briest
- Leon Asher (1865–1943), Physiologe
- Albin Max Ay (1862–1941), Jurist und Kommunalpolitiker, Ratsherr, Oberbürgermeister der Stadt Meißen (1912–1926)

## B
- Johann August Bach (1721–1758), Rechtshistoriker
- Johann Christian Bach (1735–1782), Komponist, Mentor von Wolfgang Amadeus Mozart (1756–1791), Mailänder oder Londoner Bach, Mitglied der Familie Bach
- Carl Philipp Emanuel Bach (1714–1788), Komponist, Musikdirektor und Kantor am Johanneum, Berühmtester der Bachsöhne, Taufkind Georg Philipp Telemanns (1681–1767)
- Wilhelm Friedemann Bach (1710–1784), Komponist, Organist der Sophienkirche, Musikdirektor der Marienkirche, Leiter des Stadtsingechors zu Halle, Hallesche Bach, ältester Sohn von Johann Sebastian Bach (1685–1750)
- Johann Christoph Friedrich Bach (1732–1795), Musiker und Komponist, Vater von Wilhelm Friedrich Ernst Bach (1759–1845)
- Johann Ernst Bach (1722–1777), Komponist und Hofkapellmeister, Sohn von Johann Bernhard Bach d. Ä. (1676–1749), Enkel von Johann Aegidius Bach (1645–1716), Vater von Johann Georg Bach (1751–1797)
- Johann Gottfried Bernhard Bach (1715–1739), Organist, Sohn von Maria Barbara Bach (1684–1720), Cousin von Johann Nikolaus Bach (1669–1753)
- Reinhold Backmann (1884–1947), Lehrer und Germanist
- Karl Wilhelm Baedeker (1877–1914), Physiker
- Alfred von Bake (1854–1934), Beamter, Präsident des Regierungsbezirks Arnsberg
- Christian Samuel Barth (1735–1809), Oboenvirtuose und Komponist
- Felix Barth (1851–1931), General
- Paul Bassenge (1828–1898), Jurist, Unternehmer und Politiker
- Karl Ludwig Bauer (1730–1799), bedeutender Philologe
- Georg Friedrich Baumgärtel (1760–1840), Pädagoge
- Fritz Beblo (1872–1947), Stadtplaner, Architekt und Maler
- Christian Daniel Beck (1757–1832), Philologe, Direktor der Universitätsbibliothek Leipzig, Rektor der Universität Leipzig
- Cornelius Becker (1561–1604), Theologe, Pfarrer der Nikolaikirche
- Carl Ferdinand Becker (1804–1877), Organist und Musikschriftsteller
- Oskar Becker (1889–1964), Philosoph, Logiker und Mathematiker
- Roderich Benedix (1811–1873), Komödiendichter, Schauspieler und Theaterdirektor, Intendant des Stadttheaters Frankfurt am Main (1855–59)
- Arnold Berger (1862–1948), Philologe und Germanist
- Ernst Hugo Berger (1836–1904), Altphilologe und Historischer Geograph
- Theodor von Bergk (1812–1881), namhafter Altphilologe, Mitglied im Siebzehnerausschuss, Sohn von Johann Adam Bergk (1769–1834)
- Hans-Jürgen Bersch (1925–2016), Chemiker und Wissenschaftsjournalist
- Hans-Jürgen Beyer (* 1949), Schlagersänger, Frontsänger der Klaus Renft Combo und der Bürkholz-Formation
- Otto Julius Bierbaum (1865–1910), Literat, Herausgeber der Zeitschriften Die freie Bühne/Neue Deutsche Rundschau, Pan und Die Insel
- Georg Christoph Biller (1955–2022), Thomaskantor (1992–2015) und Dirigent, Leiter des Gewandhauschors Leipzig (1980–1991), Schirmherr des Schönberger Musiksommers
- Georg Bleyer (1647–?), Komponist und Dichter
- Robert Blüthner (1867–1941), Jurist und Unternehmer, Inhaber der Julius Blüthner Pianofortefabrik
- Claudius Böhm (* 1960), Bibliothekar und Autor
- Carl Böhme (1842–1904), Rechtsanwalt, Notar und Politiker
- Ludwig Böhme (* 1979), Sänger (Bariton), ehm. Mitglied Calmus Ensemble, Dirigent des Windsbacher Knabenchor
- Werner von Boltenstern (1897–1985), Generalmajor
- Victor Borosini von Hohenstern (1872–1968), deutsch-österreichischer Offizier und Diplomat
- Adolf Böttger (1815–1870), Lyriker, Dramatiker und Übersetzer
- Christian Ludwig Boxberg (1670–1729), Komponist und Organist
- Albert Brockhaus (1855–1921), Verleger
- Eduard Brockhaus (1829–1914), Verleger und Politiker
- Heinrich Brockhaus (1858–1941), Kunsthistoriker
- Eduard Brücklmeier (1903–1944), Jurist und Diplomat, Widerstandskämpfer
- Hans Buchheim (1922–2016), Politikwissenschaftler und Politiker der CDU, Vorstandsmitglied der Stiftung Bundeskanzler-Adenauer-Haus
- Karl Buff (1862–1907), Sänger
- Conrad Bursian (1830–1883), Philologe und Archäologe, Direktor des Archäologischen Museums der Universität Jena
- Heinrich Byk (1845–1923), Chemiker und Unternehmer

## C
- Julius Schnorr von Carolsfeld (1794–1872), Maler, Illustrator der Romantik und bedeutendster Vertreter der Nazarenischen Kunst, Bruder von Ludwig Ferdinand Schnorr von Carolsfeld (1788–1853) und Vater von Ludwig Schnorr von Carolsfeld (1836–1865)
- August Benedict Carpzov (1644–1708), Rechtswissenschaftler
- Friedrich Benedict Carpzov (1649–1699), Jurist, Ratsherr und Baumeister
- Johann Benedict Carpzov II. (1639–1699), luth. Theologe, Ethnologe und Philologe, Pastor der Thomaskirche und Rektor der Leipziger Hochschule (1679, 1691 und 1697), Mitglied der berühmten sächsischen Gelehrtenfamilie Carpzov
- Johann Benedikt Carpzov IV. (1720–1803), Theologie und Philologie
- Samuel Benedict Carpzov (1647–1707), Poet und evangelischer Theologe, Superintendent und Pastor der Kreuzkirche, Sohn von Johann Benedikt Carpzov I. (1607–1657), Enkel von Benedikt Carpzov der Ältere (1565–1624), Bruder von Johann Benedict Carpzov II. (1639–1699), Vater von Johann Gottlob Carpzov (1679–1767) und Johann Benedict Carpzov III. (1675–1739)
- Carl Gustav Carus (1789–1869), Arzt, Maler und Naturphilosoph, Hof- und Medizinalrat, Präsident der Deutschen Akademie der Naturforscher Leopoldina und Leibarzt Friedrich Augusts II. (1797–1854) und Antons von Sachsen (1755–1836)
- Walter Cramer (1886–1944), Unternehmer und Politiker der DNVP, Beiratsvorsitzender der Deutschen Bank, Antifaschist, Beteiligter am Attentat vom 20. Juli 1944 und Freund Carl Friedrich Goerdelers (1884–1945)
- Benno Credé (1847–1929), Chirurg und Generalarzt
- Caspar Cruciger der Ältere (1504–1548), evangelischer Theologe und Reformator

## D
- Günter Dalitz (1918–1995), deutscher Übersetzer und Sprachwissenschaftler
- Thomas Christian David (1925–2006), österreichischer Komponist und Dirigent
- Max Dieckmann (1882–1960), deutscher Hochfrequenztechniker, Begründer der Flugfunk-Forschung
- Ludwig Dindorf (1805–1871), Altphilologe, Sohn von Gottlieb Immanuel Dindorf (1755–1812) und Bruder von Wilhelm Dindorf (1802–1883)
- Wilhelm Dindorf (1802–1883), Altphilologe, Sohn von Gottlieb Immanuel Dindorf (1755–1812) und Bruder von Ludwig Dindorf (1805–1871)
- Lampert Distelmeyer (1522–1588), Jurist und Kanzler der Mark Brandenburg
- Rudolf Dix (1884–1952), Rechtsanwalt und Notar
- Christoph von Dohnányi (* 1929), Dirigent, Intendant der Oper Frankfurt, Chefdirigent des Cleveland Orchestra und des NDR Sinfonieorchesters
- Klaus von Dohnanyi (* 1928), Jurist und Politiker der SPD, Geschäftsführender Gesellschafter des Marktforschungsinstituts Infratest (1960–1966), Mitglied des Deutschen Bundestages (1969–1981), Bundesminister für Bildung und Wissenschaft (1972–1974), Erster Bürgermeister Hamburgs (1981–1988), Stellvertretender Vorsitzender des Konvents für Deutschland, Mitglied der Hamburgischen Bürgerschaft (1982–1988), Mitglied im Club of Rome, Mitglied der Familie Dohnányi, Neffe von Dietrich Bonhoeffer (1906–1945)
- Georg Dohrn (1867–1942), Dirigent und Pianist
- Edmund Drechsel (1843–1897), Chemiker
- Paul Drews (1858–1912), evangelischer Theologe
- Martin Drucker (1869–1947), Rechtsanwalt, Notar und Justizrat, Präsident des Deutschen Anwaltvereins (1924–1932), Mitbegründer der LDPD (1946)

## E
- Hans-Jürgen Eberhardt (1936–2017), Radiologe und Strahlentherapeut
- Erich Ebermayer (1900–1970), Schriftsteller, Präsident des Verbandes Deutscher Bühnenschriftsteller, Vorstandsmitglied der Vereinigung deutscher Schriftstellerverbände und Verwaltungsratsmitglied der Verwertungsgesellschaft Wort
- Hermann Ebert (1861–1913), Physiker
- Karl Echte (1885–1960), Jurist und Politiker
- Axel Eggebrecht (1899–1991), Journalist und Schriftsteller, Vizepräsident des Pen Clubs
- Hans Jürgen Ehlers (1926–2013), Erfinder der ISBN
- Carl Wilhelm Eichel (1812–1874), Jurist, Kommunalpolitiker, Novellist und Übersetzer
- Ernst Theodor Eichelbaum (1893–1991), Pädagoge und Politiker der CDU, Mitbegründer und Bundesvorsitzender des Gesamtverbandes der Sowjetzonenflüchtlinge (1952–1963), Mitglied des Deutschen Bundestages (1957–1965)
- Eugen Einenkel (1853–1930), Anglist
- Mandy Franziska Engel (1983-), Moderatorin
- Rudolf Engelmann (1841–1888), Astronom und Verlagsbuchhändler
- Wilhelm Engelmann (1808–1878), Buchhändler und Verleger, u. a. der Bibliotheca scriptorum classicorum, Vater von Rudolf Engelmann (1841–1888)
- Theodor Wilhelm Engelmann (1843–1909), Physiologe
- August Wilhelm Ernesti (1733–1801), Altphilologe, Rektor der Universität Leipzig, Cousin von Johann August Ernesti (1707–1781)

## F
- Georg Fabricius oder Goldschmidt (1516–1571), Dichter, Historiker und Archäologe, Poeta laureatus, Rektor der Fürstenschule St. Afra, Inspektor der Klosterschule Roßleben
- Johann Friedrich Fasch (1688–1758), bedeutender Instrumentalkomponist und Hofkapellmeister, Vater von Carl Friedrich Christian Fasch (1736–1800)
- Christian Gottfried Findeisen (1738–1796), Philologe und Philosoph
- Friedrich Gotthilf Findeisen (1742–1796), Konrektor
- Johannes Fischer (1936–2019), Pianist, Komponist und Chordirigent, Vizepräsident der Beethoven-Gesellschaft München
- Ernst Flechsig (1852–1890), Chemiker und Schachmeister
- Paul Fleming (1609–1640), Arzt und Schriftsteller, Hofjunker und Truchseß, bedeutendster Lyriker des Barock und Dichter des Liedes In allen meinen Taten (EG 368)
- Johann Georg Friedrich Franz (1737–1789), Arzt
- Karl Friedrich August Fritzsche (1801–1846), prot. Theologe, Sohn von Christian Friedrich Fritzsche (1776–1850) und Bruder von Otto Fridolin Fritzsche (1812–1896)
- Gustav Adolf Fricke (1822–1908), ev. Theologe, Zentralvorstand des Gustav-Adolf-Vereins
- Hermann Frohberger (1836–1874), Philologe

## G
- Hugo Gallenkamp (1859–1925), Jurist
- Gustav Adolf Gebauer (1830–1890), Konrektor
- Peter von Gebhardt (1888–1947), Genealoge
- Arnold Gehlen (1904–1976), bedeutender Philosoph und Soziologe, Gegenspieler der Frankfurter Schule, Cousin von Reinhard Gehlen (1902–1979)
- Paul Geibel (1845–1915), Landwirt und Politiker der NLP
- Gottfried Geiler (1927–2018), Arzt, Vizepräsident der Leopoldina
- Christoph Genz, Sänger, Schüler Elisabeth Schwarzkopfs (1915–2006)
- Stephan Genz (* 1973), Sänger
- Christoph Gertner von Gartenberg (1626–1689), Jurist und Sprachlehrer von König Karl XI. von Schweden
- Christian Alfred Giesecke (1868–1945), Verleger, Inhaber des Verlags B. G. Teubner
- Carl Gotthelf Glaeser der Jüngere (1784–1829), Komponist und Musikdirektor, Sohn von Carl Ludwig Traugott Glaeser (1747–1797) und Enkel von Carl Gotthelf Glaeser der Ältere (1715–1792)
- Carl Ludwig Traugott Glaeser (1747–1797), Komponist und Kantor, Sohn von Carl Gotthelf Glaeser der Ältere (1715–1792) und Vater von Carl Gotthelf Glaeser der Jüngere (1784–1829)
- Michael Gläser (* 1957), Sänger und Chorleiter
- Johann Friedrich Gleditsch (1653–1716), bedeutender Verlagsbuchhändler des 16./17. Jh., Herausgeber des Realen Staats- und Zeitungs-Lexicons und der Deutschen Acta Eruditorum
- Reinhard Goerdeler (1922–1996), Rechtsanwalt und Wirtschaftsprüfer, Gründer der KPMG, Sohn von Carl Friedrich Goerdeler (1884–1945)
- Ferdinand Goetz (1826–1915), Arzt, Vorstandsvorsitzender der Deutschen Turnerschaft, Mitglied des Deutschen Reichstages, Mitglied des Norddeutschen Reichstages
- Walter Goetz (1867–1958), Historiker, Direktor des Instituts für Kultur- und Universalgeschichte, Politiker der DDP, Mitglied des Deutschen Reichstages, Sohn von Ferdinand Goetz (1826–1915)
- Johann Gottlieb Görner (1697–1778), Organist, Bruder von Johann Valentin Görner (1702–1762)
- Ferdinand Friedrich Gräfenhain (1743–1823), evangelischer Theologe
- Christoph Graupner (1683–1760), Komponist und Hofkapellmeister
- Helmuth Greiner (1892–1958), Militärhistoriker
- Karl Grunert (1810–1869), Schauspieler
- Andreas Roland Grüntzig (1939–1985), Angiologe und Kardiologe, Klinischer Direktor der Emory University in Atlanta, Georgia
- Johannes Grüntzig (* 1937), Augenheilkundler
- Johann Gottfried Gurlitt (1754–1827), Philologe, Pädagoge und Lehrer, Rektor des Klosters Berge, Direktor der Gelehrtenschule des Johanneums
- Alexander von Graevenitz (* 1932), Mikrobiologe
- Ernst Friedrich Günther (1789–1850), Justizrat

## H
- Johann Gottlob Haase (1739–1801), Mediziner
- Karl Heinrich Haase (1785–1868), Jurist, Appellationsrat, Rittergutsbesitzer und Politiker, Präsident der II. Kammer des Sächsischen Landtages
- Wilhelm Andreas Haase (1784–1837), Mediziner
- Wolf Haenisch (1908–1978), Bibliothekar und Japanologe
- Albert Hänel (1833–1918), Jurist und Politiker
- Ferdinand Hardekopf (1876–1954), Journalist, Schriftsteller, Lyriker und Übersetzer
- Georg Harig (1935–1989), Medizinhistoriker
- Georg Oskar Harnapp (1903–1980), Arzt und Chemiker
- August Ferdinand Häser (1779–1844), Lehrer, Kantor, Dirigent und Komponist, Chorleiter des Weimarer Hoftheaters, Musikdirektor der Herderkirche, Sohn von Johann Georg Häser (1729–1809) und Bruder von Charlotte Henriette Häser (1784–1871)
- Friedrich Hahn (1852–1917), Geograph
- Christoph Michael Haufe (1932–2011), Domherr und Theologe
- Karl Gottlob Hausius (1754–1825), evangelischer Geistlicher und Schriftsteller
- Christoph Hegendorf (1500–1540), humanistischer Dichter, lutherischer Theologe und Jurist
- Gustav Ernst Heimbach (1810–1851), Jurist
- Karl Wilhelm Ernst Heimbach (1803–1865), Jurist und Gerichtsrat
- Carl Erdmann Heine (1819–1888), Rechtsanwalt und bedeutender Unternehmer des 19. Jh.
- Thomas Theodor Heine (1867–1948), Maler, Zeichner und Schriftsteller, Sohn von Isaak Heine
- Johann David Heinichen (1683–1729), Komponist und Musiktheoretiker, Lehrer Johann Georg Pisendels (1687–1755) und Johann Joachim Quantz’ (1697–1773)
- Karl Heldrich (1900–1939), Oberlandesgerichtsrat, Vater von Andreas Heldrich (1935–2007)
- Diethard Hellmann (1928–1999), Kirchenmusiker und Hochschullehrer, Gründer der Bachchors Mainz und Kantor der Christuskirche
- Hugo III. Graf Henckel von Donnersmarck (1857–1923), Magnat und Offizier
- Klaus Herfurth (1917–2000), Zeitungsverleger
- Frederick Heuser (1878–1961), Literaturhistoriker
- Max Hellmann (1884–1939), Rechtsanwalt
- John Hennig (1911–1986), irisch-deutscher Literatur- und Religionswissenschaftler
- Karl Hennig (1903–1992), ev. Theologe und Pfarrer
- Conrad Hermann (1819–1897), Philosoph
- Antje Hermenau (* 1964), Politikerin (Bündnis 90/Die Grünen), Fraktionsvorsitzende im Sächsischen Landtag
- Günter Herrmann (* 1931), Jur. Direktor des WDR und Intendant des Senders Freies Berlin (SFB)
- Heinz Herz (1907–1983), Historiker
- Wolfgang Heubner (1877–1957), Pharmakologe, Mitglied der Deutschen Akademie der Naturforscher Leopoldina, Sohn von Johann Otto Leonhard Heubner (1843–1926)
- Karl Heinrich Heydenreich (1764–1801), Schriftsteller und Philosoph
- Karl Heym (1818–1889), Mathematiker
- Heinz Herz (1907–1983), Historiker
- Horst Karl Hessel (1916–2006), Komponist, Organist und Chorleiter
- Gustav Moritz Heydrich (1820–1885), Dramatiker und Dramaturg
- Gerhard Hilbert (1868–1936), Theologe
- Rudolf Hildebrand (1824–1894), Germanist, Lehrer und Sprachwissenschaftler, Herausgeber des Grimmschen Wörterbuchs
- Stefan Hildebrandt (1936–2015), Mathematiker
- Curt Hillig (1865–1939), Justizrat, Rechtsanwalt und Notar, Ehrenmitglied des Deutschen Verlegervereins
- Hans-Peter Hillig (1934–2021), Rechtsanwalt, stv. Justitiar des Westdeutschen Rundfunks Köln (WDR)
- Sascha Hingst (* 1971), Fernsehmoderator, Nachrichtensprecher der Hessenschau im HR und der Berliner Abendschau im RBB
- Rudolf Hirzel (1846–1917), Altphilologe
- Karl von Hochmuth (1673–1736), russischer General und Kriegsrat
- Otto Hoetzsch (1876–1946), Wissenschaftler, Politiker der DNVP, Mitglied der Preußischen Landesversammlung und Mitglied des Deutschen Reichstags
- Willy Hoffmann (1888–1942), Rechtsanwalt und Notar, Schriftleiter der Zeitschriften Archiv für Urheber-, Film-, und Theaterrecht (UFITA) und Archiv für Funkrecht (ArchFunkR)
- Hodo Freiherr von Hodenberg (1887–1962), Jurist und Politiker der DHP und CDU, Mitherausgeber der Zeitschrift Archiv für die civilistische Praxis (AcP), Vorstand des Deutschen Anwaltvereins (1930–1933), Präsident des Oberlandesgerichts Celle (1945–1955), Mitglied des Niedersächsischen Landtages (1955–1959)
- Christoph Hohlfeld (1922–2010), Musiktheoretiker und Komponist
- Titus Maria Horten (1882–1936), Dominikaner und katholischer Priester
- Wilhelm Hermann Howard (1848–1919), Agragökonom
- Hans-Olaf Hudemann (1915–1984), Sänger (Bass) und Musikwissenschaftler
- Gerhard Hund (1932–2024), Mathematiker, Informatiker und Schachfunktionär
- Julius Ambrosius Hülße (1812–1876), Mathematiker und Techniker, Direktor der Technischen Bildungsanstalt in Dresden
- Carl Theodor Hütterott (1926–2023), Schulmusiker und Komponist

## I
- Werner Ihmels (1926–1949), Theologiestudent und Opfer des Stalinismus

## J
- Arnold Jacobi (1870–1948), Zoologe und Ethnograf
- Gustav Adolph Jahn (1804–1857), Astronom und Mathematiker
- Ottomar Jänichen (1900–1967), Kaufmann und Schriftsteller, Mitbegründer der JUH
- Günter Jena (* 1933), Chorleiter und Kirchenmusikdirektor, Begründer der Würzburger Bachtage, Vizepräsident der Freien Akademie der Künste in Hamburg

## K
- Hannes Kästner (1929–1993), Cembalist und Thomasorganist (1951–1984)
- Hermann Kees (1886–1964), Ägyptologe
- Reinhard Keiser (1674–1739), Komponist und Opernproduzent, Königlich Dänischen Kapellmeister, Organist am Hamburger Dom
- Michael Keller (1896–1961), Bischof von Münster (1947–1961)
- Otto Kestner (1873–1953), Physiologe
- Johann Friedrich Kind (1768–1843), Rechtsanwalt, Hofrat, Schriftsteller und Librettist des Freischütz
- Franz Moritz Kirbach (1825–1905), Revovolutionär 1848/49, Rechtsanwalt und Notar, Mitglied der Zweitenkammer des Sächsischen Landtages, Schüler 1839–1844
- Hans-Peter Kirchberg (* 1956), Dirigent und Pianist, Musikalischer Direktor der Neuköllner Oper (seit 2002)
- Christian Victor Kindervater (1758–1806), Generalsuperintendent
- Svend-Gunnar Kirmes (* 1949), Rechtsanwalt, MdL
- Paul Kirn (1890–1965), Historiker
- Bernhard Klee (* 1936), Dirigent und Pianist
- Heinrich Hermann Klemm (1816–1899), Jurist und Politiker
- Otto Klemm (1884–1939), Psychologe
- Wilhelm Klemm (1881–1968), Lyriker, Inhaber der Dieterich’schen Verlagsbuchhandlung, Ehemann der Tochter Alfred Kröners (1861–1922)
- Edmund Kloeppel (1871–1926), Jurist und Chemiker
- Otto Kloeppel (1873–1942), Architekt, Rektor der Technischen Hochschule Danzig
- Antonio Knauth (1855–1915), deutsch-amerikanischer Rechtsanwalt
- Dietrich Knothe (1929–2000), Chorleiter, Direktor der Berliner Singakademie und Chefdirigent des Rundfunkchores Berlin (1982–1993)
- Lothar Koch (1860–1915), Pädagoge
- Georg Rudolf Koegel (1855–1899), Germanist
- Carl Kolbe (1855–1909), Chemiker, Inhaber der Chemischen Fabrik v. Heyden
- Arthur Kötz (1871–1944), Chemiker
- Gottlob Krause (1850–1938), Afrikaforscher, Hundepfleger bei Alexandrine Tinné (1835–1869)
- Johann Ludwig Krebs (1713–1780), Komponist und Organist, Domorganist an der Zwickauer St.-Marien-Kirche, Sohn von Johann Tobias Krebs
- Johann Tobias Krebs (1718–1782), Altphilologe
- Roland Krug von Nidda (1895–1968), Schriftsteller, Übersetzer, deutscher Diplomat im besetzten Frankreich, Nationalsozialist
- Sebastian Krumbiegel (* 1966), Sänger und Musiker, Schirmherr des Ronald-McDonald-Hauses in Leipzig und der Ökumenischen Friedensdekade
- Friedrich Karl Hermann Kruse (1790–1866), Theologe, Historiker und Schriftsteller
- Christian Gottlieb Kühnöl (1768–1841), Philosoph und Theologe
- Christian Kunert (* 1952), Liedermacher und Musiker, Keyboarder der Klaus Renft Combo
- Karl Sigismund Kunth (1788–1850), Botaniker
- Gustav Kunze (1793–1851), Botaniker, Direktor des Botanischen Gartens der Universität Leipzig
- Wilhelm Kunze (1894–1960), Generalmajor
- Tobias Künzel (* 1964), Frontmann der Prinzen, Botschafter des Vereins Fans for Kids e. V.
- Albrecht Kurzwelly (1868–1917), Kunsthistoriker und Volkskundler
- Christian Wilhelm Küstner (1721–1785), Jurist, Ratsherr und Bürgermeister der Stadt Leipzig
- Karl Theodor von Küstner (1784–1864), Theaterdirektor

## L
- Johann August Landvoigt (1715–1766), Jurist und Librettist
- Ludwig Lange (1863–1936), Physiker
- Victor Lange (1908–1996), deutsch-amerikanischer Germanist
- Konrad von Lange (1855–1921), Kunsthistoriker und -lehrer
- Oskar Lasche (1868–1923), Elektroingenieur, Erfinder des elektrischen Schnellbahnwagens
- Christian Lehmann der Jüngere (1642–1723), Theologe und Superintendent, Sohn von Christian Lehmann (1611–1688)
- Christian August Joachim Leißring (1777–1852), Schauspieler und Sänger
- Wolfgang Lenk (* 1966), Sänger
- Hans Leo (1890–1963), Rechtsanwalt und Notar, im Widerstand gegen den Nationalsozialismus
- Eckhard Lessing (1935–2020), Theologe
- Rudolf Leuckart (1854–1889), Chemiker
- Hans Lewald (1883–1963), Jurist
- Karl Theodor Albert Liebner (1806–1871), luth. Theologe, Philologe und Historiker, Oberhofprediger in Dresden (1855–1873)
- Karl Lilienfeld (1885–1966), Kunsthistoriker und -händler
- Justus Hermann Lipsius (1834–1920), Philologe, Rektor der Nikolaischule
- Richard Adelbert Lipsius (1830–1892), evangelischer Theologe
- Karl Friedrich Salomon Liscovius (1780–1844), Arzt und Physiologe
- Renatus Gotthelf Löbel (1767–1799), Jurist, Lexikograf und Privatgelehrter, Mitautor des Conversationslexikon mit vorzüglicher Rücksicht auf die gegenwärtigen Zeiten, der Grundlage für die Brockhaus Enzyklopädie
- Christoph Friedrich Loesner (1734–1803), Altphilologe
- Carl Günther Ludovici (1707–1778), Philosoph, Lexikograf und Wirtschaftswissenschaftler, Direktor des Großen Universallexikons, Mitglied der Königlich-Preußischen Akademie der Wissenschaften, Sohn von Christian Ludovici (1663–1732)
- Johann Martin Luther II. (1663–1756), Theologe, Ururenkel des Reformators Martin Luther

## M
- Morton Masius (1883–1979), Physikochemiker
- Hermann Mau (1913–1952), Historiker, Lehrer und Privatdozent, Stellvertretender Direktor des Historischen Instituts der Universität Leipzig, Generalsekretär des Instituts für Zeitgeschichte, Politiker der CDU
- Erhard Mauersberger (1903–1982), Organist, Musiklehrer und Thomaskantor (1961–1972), Chorleiter und Leiter des Bachvereins in Aachen, Leiter des Bachchores Eisenach, Bruder von Rudolf Mauersberger (1889–1971)
- Max Maurenbrecher (1874–1930), Geistlicher, Publizist und Politiker
- Jakob Mauvillon (1743–1794), Oberstleutnant und Militärschriftsteller
- Adolph Mayer (1839–1908), Mathematiker
- Gerhard Mehnert (1914–1983), Medienwissenschaftler und Japanologe
- Hellmut Mehnert (1928–2023), Arzt, Präsident der Deutschen Gesellschaft für Innere Medizin und der Deutschen Diabetes-Union
- Alexander Meyer von Bremen (1930–2002), Pianist, Komponist, Arrangeur und Musikpädagoge
- Helmut Meyer von Bremen (1902–1941), Komponist
- Hermann Meyer (1871–1932), Verleger, Geograph und Forschungsreisender
- Jacques Mieses (1865–1954), deutsch-britischer Naturwissenschaftler, Internationaler Schachgroßmeister (IGM)
- Heinrich Mitteis (1889–1952), bedeutender Rechtshistoriker
- Albin Möbusz (1871–1934), deutscher Pädagoge und Esperantist
- Paul Julius Möbius (1883–1907), Neurologe und Psychiater, Beschreiber des Möbius-Syndroms, Enkel von August Ferdinand Möbius (1790–1868)
- Max Morgenstern-Döring (1858–1931), Generalmajor
- Felix Moscheles (1833–1917), englischer Maler und Schriftsteller
- Heinrich Leberecht August Mühling (1786–1847), Organist, Kantor, Dirigent und Komponist
- Carl Otto Müller (1819–1898), Jurist und Politiker

## N
- Phokion Naoúm (1875–1950), Chemiker und Sprengstoffexperte
- Christoph Neander (1589–1625), Kreuzkantor (1615–1625)
- Karl Eugen Neumann (1865–1915), Indologe und Übersetzer
- Christoph Nichelmann (1717–1762), Komponist
- Friedrich August Ludwig Nietzsche (1756–1826), Theologe und Großvater von Friedrich Nietzsche
- Arthur Philipp Nikisch (1888–1968), Jurist, Sohn von Arthur Nikisch (1855–1922) und Bruder von Mitja Nikisch (1899–1936)

## O
- Vera Oelschlegel (* 1938), Schauspielerin, Sängerin und Theaterleiterin
- Robert Oertel (1907–1981), Kunsthistoriker
- Georg Österreich (1664–1735), Komponist und Hofkapellmeister, Begründer der Sammlung Bokemeyer
- Hans Otto (1922–1996), Organist und Kantor, Präsident der Gottfried-Silbermann-Gesellschaft
- Carlernst Ortwein (1916–1986), Musiker und Komponist, u. a. der Filmmusik „Geliebte weiße Maus“

## P
- Siegfried Pank (* 1936), Cellist und Gambist
- Carl Paul (1857–1927), Pfarrer und Missionsdirektor
- Johannes Paul (1891–1990), Historiker, Hochschullehrer in Greifswald, Riga und Hamburg
- Bernhard Payr (1903; † unbekannt), ehem. Direktor der Reichsstelle zur Förderung des deutschen Schrifttums
- Christian Friedrich Penzel (1737–1801), Kantor und Komponist
- Carl Adam Petri (1926–2010), Mathematiker und Informatiker, Definierer des Petri-Netzes, Mitglied der Academia Europaea
- Basilius Petritz (1647–1715), Kreuzkantor (1694–1713)
- Eduard Friedrich Poeppig (1798–1868), Zoologe, Botaniker und Forschungsreisender
- Ernst Petzold (1930–2017), Theologe und Pfarrer
- Sir Nikolaus Pevsner (1902–1983), Kunsthistoriker, Mitglied der British Academy
- David Peifer (1530–1602), kursächsischer Kanzler
- Ernst Platner (1744–1818), Anthropologe, Mediziner und Philosoph
- Johann Ehrenfried Pohl (1746–1800), Botaniker und Pathologe
- Max Pommer (* 1936), Chor- und Orchesterdirigent und Musikwissenschaftler, Chefdirigent des Rundfunk-Sinfonieorchesters Leipzig (1987–1991), Urenkel von Max Pommer (1847–1915)
- Friedrich Praetorius (* 1996), Dirigent
- Johann Georg Pisendel (1687–1755), bedeutender Violinist und Komponist
- Peter Conradin von Planta (1815–1902), Schweizer Jurist, Journalist und Politiker
- Hugo Carl Plaut (1858–1928), Arzt, Bakteriologe und Mykologe

## R
- Justus Radius (1797–1884), Pathologe
- Günther Ramin (1898–1956), Organist, Komponist und Chorleiter, Thomaskantor (1940–1956), Leiter der Bachfeste Leipzig (1950, 1953 und 1955) und Geschäftsführender Vorstand der Neuen Bachgesellschaft
- Christian Rau (1744–1818), Rechtswissenschaftler
- Carl Gottlieb Reißiger (1798–1859), Hofkapellmeister und Komponist, Lehrer von Hermann Berens (1826–1880)
- Hans Reiter (1881–1969), Bakteriologe und Hygieniker
- Christian Reuter (1665–1712), Schriftsteller
- Thomas Reuter (* 1952), Komponist, Chorleiter und Pianist
- Johann Gottfried Richter (1763–1829), Journalist und Übersetzer
- Oswald von Richthofen (1908–1994), Jurist und Diplomat
- Wilhelm Friedrich Riem (1779–1857), Komponist, Dirigent und Organist
- Martin Rinckart (1586–1649), Dichter, prot. Theologe und Kirchenmusiker, Komponist des Chorals „Nun danket alle Gott“
- Johann Friedrich Rochlitz (1769–1842), Erzähler, Dramatiker und Musikschriftsteller, Hofrat, Begründer der Allgemeinen musikalischen Zeitung
- Johann Theodor Roemhildt (1684–1756), Komponist und Kantor, Hofkapellmeister
- Wolfgang Röllig (1932–2023), Altorientalist, Herausgeber des Neuen Handbuches der Literaturwissenschaft
- Johann Theodor Roemhildt (1684–1756), Hofkapellmeister und Domorganist
- Johann Rosenmüller (1619–1684), Komponist und Hofkapellmeister, Lehrer Johann Philipp Kriegers (1649–1725)
- Wolfgang Rosenthal (1882–1971), Kieferchirurg
- Reginald Rudorf (1929–2008), Politologe und Medienkritiker
- Friedrich Ruge (1894–1985), Vizeadmiral und Militärschriftsteller, Inspekteur der Marine
- Otto Ruppaner (* 1982), parteiloser Politiker

## S
- Hans Wolfgang Sachse (1899–1982), Komponist
- Georg Robert Sachsse (1840–1895), Agrikulturchemiker
- Robert Karl Sachße (1804–1859), Jurist, Rechtshistoriker und Bibliothekar
- Albrecht Sack (* 1964), Tenor
- Ernest Sauter (1928–2013), Komponist
- Johann Schelle (1684–1701), Komponist und Thomaskantor (1677–1701)
- Immanuel Johann Gerhard Scheller (1735–1803), Altphilologe und Lexikograf
- Georg Christian Schemelli (1678–1762), Kantor und Verfasser des Musicalischen Gesang-Buchs
- Johann Christian Schieferdecker (1679–1732), Kirchenmusiker und Komponist, Organist an St. Marien zu Lübeck (1707–1732)
- Michael Schirmer (1606–1673), Pädagoge und Kirchenlieddichter
- Benjamin Friedrich Schmieder (1736–1813), Philologe
- Albrecht Schmidt (* 1938), Jurist und Manager, Vorstandssprecher der Bayerischen Hypo- und Vereinsbank
- Georg Schmidt (1877–1941), Rechtsanwalt und Sächsischer Wirtschaftsminister
- Hans Schmidt-Leonhardt (1886–1945), Jurist und Beamter
- Hanns-Martin Schneidt (1930–2018), Dirigent, Cembalist, Organist und Hochschullehrer, Direktor der Kirchenmusikschule in Berlin, Generalmusikdirektor des Sinfonieorchesters Wuppertal (1963–1985), Künstlerischer Leiter des Münchener Bach-Chores (1984–2001)
- Wilhelm Schomburgk (1882–1959), Bankier und Sportler, Mitbegründer und Präsident des Deutschen Tennisbundes (1934–1937)
- Theodor Schreiber (1848–1912), Archäologe und Denkmalschützer
- Johann Andreas Schubert (1808–1870), Universalingenieur, Konstrukteur der Saxonia und der Göltzschtalbrücke, Direktor der Maschinenbauanstalt Übigau
- Johann Philipp Christian Schulz (1773–1827), Komponist und Dirigent, Musikdirektor des Gewandhauses
- Eckbert Schulz-Schomburgk (1921–2016), Agrikulturchemiker
- Hermann Schultze-von Lasaulx (1901–1999), Jurist und Rechtshistoriker
- Christian Schumann (1681–1744), Pfarrer und Kirchenlieddichter
- Friedrich Seetzen (1868–1943), Konsistorialpräsident der Evangelisch-Lutherischen Landeskirche Sachsens und Oberbürgermeister von Wurzen
- Thomas Selle (1599–1663), Kirchenmusiker und Komponist
- Justus Siegismund (1851–1876), Altphilologe
- Wolfgang Sobek (1945–2024), Chemiker und Polygraph
- Gerhard Sörgel (* 1935), Maschinenbauingenieur
- Moritz Schreber (1808–1861), Arzt, Orthopäde, Hochschullehrer und Vertreter der Pädagogik der Aufklärung, Namensgeber für die Schrebergärten, Vater von Daniel Paul Schreber (1842–1911) und Cousin von Johann Christian von Schreber (1739–1810)
- Paul Schreber (1842–1911), Jurist, Schriftsteller, Senatspräsident am Oberlandesgericht Dresden
- Einar von Schuler (1930–1990), Altorientalist
- Ekkehard Schumann (1931–2024), Jurist, Vizepräsident des Bayerischen Senats
- Max Seddig (1877–1963), Physiker und Fotopionier
- Bernhard Spiegel (1826–1895), ev. Theologe, Superintendent und Kirchenhistoriker
- Horst Springer (1926–2002), Unternehmer, Inhaber der Firma Schirmer Kaffee
- Johann Gottfried Stallbaum (1793–1861), Philologe und Rektor der Thomasschule (1835–1861)
- Albert Steche (1862–1943), Chemiker, Unternehmer und Politiker
- Franz Richard Steche (1837–1893), Architekt, Kunsthistoriker und Denkmalpfleger, Begründer des sächsischen Inventarisationswerks
- Otto Hermann Steche (1879–1945), Mediziner, Zoologe und Pädagoge
- Christian Gottfried Daniel Stein (1771–1830), geografischer Schriftsteller
- Karl Wilhelm Siebdrat (1770–1834), Altphilologe und Rektor
- Adolf Stern (1835–1907), Literaturhistoriker und Dichter
- Christian Ludwig Stieglitz (1756–1836), Jurist, Ratsherr und Bürgermeister der Stadt Leipzig
- Wilhelm Stiehler (1797–1878), Jurist und Beamter
- Otto zur Strassen (1869–1961), Zoologe, Rektor der Universität Frankfurt am Main, Direktor des Senckenberg-Museums Frankfurt am Main
- Rudolf Straube (1717–1785), Theologe, Lautenist, Gitarrist und Komponist[1]
- Hanns Studniczka (1891–1975), Schriftsteller, Übersetzer und Jurist
- Peter Stuhlmacher (1932–2025), ev. Theologe und Neutestamentler
- Friedrich Wilhelm Sturz (1762–1832), Rektor
- Reiner Süß (1930–2015), Kammersänger und Entertainer, Politiker der SPD, Mitglied des Abgeordnetenhauses von Berlin, Moderator der DDR-Fernsehsendung „Da liegt Musike drin“ (1968–1985)

## T
- Klaus-Jürgen Teutschbein (* 1944), Kirchenmusiker und Chorleiter, Vater von Markus Teutschbein (* 1971)
- Georg Friedrich Louis Thomas (1838–1907), Mediziner
- Paul Thymich (1656–1694), Dichter
- Wolfgang Tilgner (1932–2011), Rock- und Schlagertexter, Lyriker und Sachbuchautor
- David Timm (* 1969), Pianist, Organist, Chorleiter und Jazzmusiker, musikalischer Leiter des Leipziger Universitätschors (seit 2005)
- Ernst Trendelenburg (1882–1945), Jurist und Politiker (DDP), Staatsminister und Reichswirtschaftsminister
- Ferdinand Trendelenburg (1896–1973), Physiker und Präsident der Deutschen Physikalischen Gesellschaft
- Friedrich Trendelenburg (1878–1962), Jurist und Ministerialrat im Preußischen Kulturministerium
- Paul Trendelenburg (1884–1931), Pharmakologe
- Heinrich Triepel (1868–1946), Jurist, Staats- und Völkerrechtler, Gründer der Vereinigung der Deutschen Staatsrechtslehrer
- Hermann Triepel (1871–1935), Anatom und Embryologe
- Carl Bruno Tröndlin (1835–1908), Rechtsanwalt und Notar, Politiker der NLP, Mitglied des Deutschen Reichstags (1884–1890), Mitglied der Ständeversammlung des Königreichs Sachsen (1899–1908) und Oberbürgermeister der Stadt Leipzig (1899–1908)

## U
- Christian Uhlig (* 1931), Buchhändler und Wirtschaftswissenschaftler
- Eckhard Unger (1885–1966), Altorientalist

## V
- Wilhelm Valentiner (1845–1931), Astronom
- Eduard Vogel (1829–1856), Afrikaforscher
- Martin Christian Vogel (* 1951), Theologe und Sänger, Präsident des Bundesverbandes Deutscher Gesangspädagogen (2000–2003) und Rektor der Hochschule für Musik Detmold (seit 2001)
- Moritz Voigt (1826–1905), Rechtsanwalt und Notar, Rechtshistoriker
- Woldemar Voigt (1850–1919), Physiker
- Peter Volkelt (1914–2002), Kunsthistoriker
- Artur Volkmann (1851–1941), Bildhauer

## W
- Richard Wachsmuth (1868–1941), Physiker, Rektor der Akademie für Sozial- und Handelswissenschaften (1913/14), Sohn von Curt Wachsmuth (1837–1905)
- Carl Wagner (1901–1977), Chemiker, Wegbereiter der modernen Festkörperchemie
- Gottlob Heinrich Adolph Wagner (1774–1835), Schriftsteller
- Richard Wagner (1813–1883), Dramatiker, Dirigent und bedeutender Komponist, u. a. der Oper „Der Ring des Nibelungen“
- Matthias Weichert (* 1955), Sänger
- Jörg-Peter Weigle (* 1953), Chordirigent, Chefdirigent der Dresdner Philharmonie (1986/87), Chefdirigent und Künstlerischer Leiter der Stuttgarter Philharmoniker (1995–2003), Rektor der Hochschule für Musik „Hanns Eisler“ Berlin (seit 2008)
- Georg Fritz Weiß (1822–1893), Opernsänger, Schauspieler und Übersetzer
- Karl Friedrich Christian Wenck (1784–1828), Jurist
- Helmut Wenck (* 1935), Chemiker
- Johann Amadeus Wendt (1783–1836), Philosoph
- Johann Gottfried Wetzstein (1815–1905), Diplomat und Orientalist
- Friedrich Wieck (1785–1873), Musiker und bedeutender Musikpädagoge, Vater von Clara Schumann (1819–1896), Lehrer Hans von Bülows (1830–1894) und Robert Schumanns (1810–1856)
- Karl Theodor Wilisch (1847–1935), Politiker
- Johann Winckler (1642–1705), lutherischer Theologe und Hauptpastor der Hamburger St.-Michaelis-Kirche
- Martin Eduard Winkler (1893–1982), Ikonensammler und Russlandforscher
- Carl Gottfried von Winkler (1722–1790), Jurist und Bürgermeister
- Karl Witte (1800–1883), „Wunderkind von Lochau“, Jurist und Dante-Übersetzer
- Ulrich Wolf (1933–2017), Humangenetiker
- Christoph Wolle (1700–1761), Theologe

## Z
- Emil Zacharias (1867–1944), Chemiker, Erfinder des Produktionsprozesses des Polyvinylchlorids (PVC)
- Friedrich Wilhelm Zachow (1663–1712), Komponist, Chordirektor des Stadtsingechors zu Halle und Organist der Marktkirche Unser Lieben Frauen, Lehrer Georg Friedrich Händels (1685–1759), Gottfried Kirchhoffs (1685–1746) und Johann Gotthilf Zieglers (1688–1747)
- Karl von Zahn (1877–1944), Jurist und Ministerialbeamter
- Carl Friedrich Zöllner (1800–1860), Komponist und führende Persönlichkeit des Männerchorwesens, Vater von Heinrich Zöllner (1854–1941)
- Erich Zweigert (1879–1947), Jurist und Ministerialbeamter, Staatssekretär im Reichsministerium des Innern
- Kurt Zweigert (1886–1967), Rechtsanwalt, Bundesrichter und Richter des Bundesverfassungsgerichts